# Tour de France 2023/10. Etappe
Die 10. Etappe der Tour de France 2023 fand am 11. Juli 2023 statt und bildete den Auftakt der zweiten Woche der 110. Austragung. Die Strecke startete beim Freizeitpark Vulcania und führte über 167,2 hüglige Kilometer nach Issoire. Nach Abschluss dieser Etappe hatten die Fahrer 1794 Kilometer absolviert, was 52,6 % der Gesamtdistanz der Rundfahrt entspricht.
Den Etappensieg sicherte sich Pello Bilbao (Bahrain Victorious) im Sprint aus der Ausreißergruppe, während Jonas Vingegaard (Jumbo-Visma) das Gelbe Trikot verteidigte.

## Streckenführung
Der neutralisierte Start erfolgte vor dem Freizeitpark Vulcania auf der D559. Im Anschluss führte die Strecke auf die D941, der die Fahrer bis Orcines folgten, ehe das Rennen nach 7,6 Kilometern auf der Route de Bordeaux freigegeben wurde.
Unmittelbar nach dem Start passierten die Fahrer den Puy de Dôme und nahmen den Col de la Moréno (1065 m) in Angriff. Dieser weist auf einer Länge von 4,8 Kilometern eine durchschnittliche Steigung von 4,7 % auf und ist als Anstieg der 3. Kategorie klassifiziert. Nachdem die Bergwertung bei Kilometer sieben erreicht worden war, folgte eine kurze Abfahrt, ehe die Straße erneut zu steigen begann und über Orcival auf die Col de Guéry (1277 m) führte. Mit 7,2 Kilometern war dieser etwas länger, wobei seine Steigung im Schnitt bei 5 % lag. Nach 27,3 Kilometern wurde die Passhöhe passiert, auf der eine Bergwertung der 3. Kategorie abgenommen wurde. Die anschließende Abfahrt führte die Fahrer zurück in Richtung Norden, ehe Rochefort-Montagne erreicht und das Massiv der Monts Dore zunächst gegen den Uhrzeigersinn umfahren wurde. Über Murat-le-Quaire führte die Strecke nach Mont-Dore, wo bei Kilometer 59,9 der Zwischensprint ausgefahren wurde. Unmittelbar danach begann die Straße erneut zu steigen und der Col de la Croix Saint-Robert (1451 m) wurde in Angriff genommen, der auf einer Länge von sechs Kilometern eine Durchschnittsteigung von 6,3 % aufwies. Der Pass der 2. Kategorie wurde nach 66,6 Kilometern überquert und es folgte eine längere Abfahrt nach Murol, wo die Fahrer stark welliges Terrain erreichten. Zunächst wurde bei Kilometer 84,3 mit der Côte de Saint-Victor-la-Rivière (1041 m) eine Bergwertung der 3. Kategorie passiert, die auf einer Länge von drei Kilometern einen Steigungsschnitt von 5,9 % aufwies, ehe auf der weiteren Fahrt Richtung Süden Besse-en-Chandesse und Compains durchfahren wurden. Nach der Überquerung des nicht-kategorisierten Col de la Chaumoune (1155 m) drehte die Fahrtrichtung gen Osten und bei Saint-Alyre-ès-Montagne erfolgte eine rund 15 Kilometer lange Abfahrt nach Ardes. Hier begann die Straße wieder zu steigen und führte in Richtung Norden auf die Côte de la Chapelle-Marcousse (980 m), die für 6,5 Kilometer im Schnitt mit 5,6 % anstieg. Auf der Kuppe wurde 28,6 Kilometer vor dem Ziel eine Bergwertung der 3. Kategorie abgenommen, ehe die letzten Kilometer nach einer kurzen Gegensteigung über Dauzat-sur-Vodable, Tourzel-Ronzières und Perrier nach Issoire führten.
Issoire wurde über die D996 erreicht. Zwei Kilometer vor dem Ziel bogen die Fahrer bei einem Kreisverkehr rechts auf den Boulevard de Barrière ab, auf dem sie die Couze Pavin überquerten. Die Strecke folgte weiterhin dem Straßenverlauf, ehe rund 700 Meter vor dem Ziel bei einem weiteren Kreisverkehr die letzte Kurve folgte. Die Ziellinie befand sich auf der D716 neben der Kaserne von Issoire.
|                            | Ort                             | Kilometer | Länge (km) | Höhe (m) | Ø Steigung |
| -------------------------- | ------------------------------- | --------- | ---------- | -------- | ---------- |
| neutralisierter Start      | Vulcania                        | −7,6      |            |          |            |
| offizieller Start          | Orcines (D942)                  | 0         |            |          |            |
| Bergwertung (3. Kategorie) | Col de la Moréno                | 7         | 4,8        | 1065     | 4,7 %      |
| Bergwertung (3. Kategorie) | Col de Guéry                    | 27,3      | 7,2        | 1277     | 5 %        |
| Zwischensprint             | Mont-Dore                       | 59,9      |            |          |            |
| Bergwertung (2. Kategorie) | Col de la Croix Saint-Robert    | 66,6      | 6          | 1451     | 6,3 %      |
| Bergwertung (3. Kategorie) | Côte de Saint-Victor-la-Rivière | 84,3      | 3          | 1041     | 5,9 %      |
| Bergwertung (3. Kategorie) | Côte de la Chapelle-Marcousse   | 138,6     | 6,5        | 980      | 5,6 %      |
| Ziel                       | Issoire                         | 167,2     |            |          |            |

## Rennverlauf
Unmittelbar nach dem offiziellen Start kam es zu den ersten Angriffen, wobei sich eine kleine Gruppe im Anstieg des Col de la Moréno lösen konnte. Kurz vor der Kuppe formierte sich im Hauptfeld eine weitere Gruppe, in der neben dem gesamtführenden Jonas Vingegaard und seinem Teamkollegen Sepp Kuss (beide Jumbo-Visma) auch Tadej Pogačar, Adam Yates (beide UAE Team Emirates), Simon Yates (Jayco AlUla) und Romain Bardet (DSM-Firmenich) vertreten waren. Anthon Charmig (Uno-X) setzte sich bei der ersten Bergwertung vor Rémi Cavagna (Soudal Quick-Step) durch, während mit Caleb Ewan (Lotto Dstny) und Fabio Jakobsen (Soudal Quick-Step) die ersten Sprinter den Anschluss zum langgezogenen Hauptfeld verloren. Nachdem die Mannschaften Bora-hansgrohe und Ineos Grenadiers die Lücke zu den Ausreißergruppen geschlossen hatte, folgten weitere Attacken im Anstieg des nachfolgenden Col de Guéry, wodurch das Hauptfeld endgültig zerfiel und sich in zwei größere Gruppen teilte. Mit David Gaudu (Groupama-FDJ) und Romain Bardet befanden sich zwei Fahrer der Top 10 in der abgehängten Gruppe, die auf der Passhöhe bereits einen Rückstand von rund zwei Minuten aufwies. Über die Bergwertung auf dem Col de Guéry führte Wout Poels (Bahrain Victorious) vor Krists Neilands (Israel-Premier Tech).
Nach der anschließenden Abfahrt bildete sich bei Kilometer 40 eine sieben Fahrer umfassende Fluchtgruppe in der Pello Bilbao (Bahrain Victorious), Mattias Skjelmose Jensen (Lidl-Trek), Warren Barguil (Arkéa-Samsic), Georg Zimmermann (Intermarché-Circus-Wanty), Esteban Chaves (EF Education-EasyPost), Nick Schultz (Israel-Premier Tech) und Kasper Asgreen (Soudal Quick-Step) vertreten waren. Dahinter lösten sich auch Ben O’Connor (AG2R Citroën), Harold Tejada (Astana Qazaqstan), Julian Alaphilippe (Soudal Quick-Step), Michał Kwiatkowski (Ineos Grenadiers), Krists Neilands (Israel-Premier Tech), Antonio Pedrero (Movistar) und Anthony Perez (Cofidis), ehe sich die zwei Hauptfelder um das Gelbe Trikot und David Gaudu kurz vor Mont-Dore wieder zusammenschlossen. Den Zwischensprint in Mont-Dore gewann Kasper Asgreen vor Warren Barguil, wobei sich auch Jasper Philipsen (Alpecin-Deceuninck) als erster Fahrer des Pelotons einen Punkt sicherte. Im anschließenden Col de la Croix Saint-Robert schaffte Ben O’Connor den Sprung in die Spitzengruppe, während Kasper Asgreen in die Verfolgergruppe zurückfiel, die ihren Rückstand von etwa einer halben Minute nicht verkleinern konnte. Im Sprint um die Bergwertung der 2. Kategorie setzte sich Warren Barguil vor Esteban Chaves durch. Im Hauptfeld sorgte das Team Jumbo-Visma für ein gleichmäßiges Tempo, und auf der Passhöhe betrug der Rückstand auf die Spitze des Rennens etwas mehr als zwei Minuten.
Rund 85 Kilometer vor dem Ziel schlossen die beiden ersten Gruppen zusammen, womit sich nun 14 Fahrer an der Spitze des Rennens befanden. Der bestplatzierte Fahrer im Gesamtklassement war der Spanier Pello Bilbao mit einem Rückstand von sieben Minuten und 37 Sekunden. Im Anstieg der Côte de Saint-Victor-la-Rivière löste sich Esteban Chaves von seinen Fluchtkollegen und sicherte sich zwei weitere Punkte bei der Bergwertung. Obwohl der Vorsprung des Kolumbianers etwa 30 Sekunden betrug, ließ er sich auf dem nachfolgenden Flachstück wieder einholen. Im Hauptfeld übernahm das Team Alpecin-Deceuninck die Führungsarbeit und reduzierte den Rückstand auf unter drei Minuten. Rund 50 Kilometer vor dem Ziel griff Krists Neilands an, konnte sich jedoch nicht längerfristig von seinen Fluchtkollegen absetzten, ehe eine längere Abfahrt vom Hochplateau folgte. Auf dieser setzten sich Wout van Aert (Jumbo-Visma) und Mathieu van der Poel (Alpecin-Deceuninck) vom Hauptfeld ab. Am Fuße der Schlusssteigung betrug ihr Rückstand etwas mehr als zwei Minuten.
Drei Kilometer vor der letzten Bergwertung des Tages griff Krists Neilands an und distanzierte seine Fluchtgefährten. Hinter dem Letten formierte sich eine kleine Verfolgergruppe in der Pello Bilbao, Ben O’Connor, Antonio Pedrero, Georg Zimmermann und Esteban Chaves vertreten waren. Der Vorsprung von Krists Neilands betrug auf der Kuppe der Côte de la Chapelle-Marcousse rund 40 Sekunden, während sich Wout van Aert und Mathieu van der Poel vom Hauptfeld einholen ließen. Auf den letzten 20 Kilometern reduzierten die Verfolger ihren Rückstand sukzessive und schlossen etwa 3,5 Kilometer zu dem Letten auf. Auf den letzten zwei Kilometern forcierte Ben O’Connor das Tempo, konnte sich jedoch nicht entscheidend absetzen. Im Anschluss griff Georg Zimmermann an und einzig Pello Bilbao konnte ihm folgen. Ben O’Connor kam zwar auf den letzten Metern noch einmal heran, musste sich jedoch Pello Bilbao geschlagen geben, der sich im Sprint vor Georg Zimmermann durchsetzte. Das Hauptfeld erreichte das Ziel mit einem Rückstand von zwei Minuten und 53 Sekunden.
Jonas Vingegaard verteidigte das Gelbe Trikot und lag weiterhin vor Tadej Pogačar, der weiterhin die Nachwuchswertung anführte. Der Etappensieger Pello Bilbao schob sich in der Gesamtwertung auf den fünften Rang und wies nun einen Rückstand von vier Minuten und 34 Sekunden auf. Neilson Powless (EF Education-EasyPost) und Jasper Philipsen verteidigten die Berg-, bzw. Punktewertung. In der Mannschaftswertung blieb das Team Bahrain Victorious an der ersten Position. Alle 169 Starter erreichten das Ziel, wobei Krists Neilands zum kämpferischsten Fahrer gewählt wurde.

## Ergebnis
| \| Etappenergebnis \| Etappenergebnis \| Etappenergebnis \| Etappenergebnis \| Etappenergebnis \| \| Fahrer \| Fahrer \| Land \| Team \| Zeit \| \| --------------- \| ------------------ \| --------------- \| ------------------------ \| --------------- \| \| 1. \| Pello Bilbao \| Spanien \| Bahrain Victorious \| 3 h 52 min 34 s \| \| 2. \| Georg Zimmermann \| Deutschland \| Intermarché-Circus-Wanty \| + 0 s \| \| 3. \| Ben O’Connor \| Australien \| AG2R Citroën Team \| + 0 s \| \| 4. \| Krists Neilands \| Lettland \| Israel-Premier Tech \| + 0 s \| \| 5. \| Esteban Chaves \| Kolumbien \| EF Education-EasyPost \| + 0 s \| \| 6. \| Antonio Pedrero \| Spanien \| Movistar Team \| + 3 s \| \| 7. \| Mattias Skjelmose \| Dänemark \| Lidl-Trek \| + 27 s \| \| 8. \| Michał Kwiatkowski \| Polen \| Ineos Grenadiers \| + 27 s \| \| 9. \| Warren Barguil \| Frankreich \| Arkéa-Samsic \| + 30 s \| \| 10. \| Julian Alaphilippe \| Frankreich \| Soudal Quick-Step \| + 32 s \| |                    |             |                          |                 |
| |                    |             |                          |                 |
| Quelle: ProCyclingStats |                    |             |                          |                 |
| Etappenergebnis |                    |             |                          |                 |
| Fahrer | Fahrer             | Land        | Team                     | Zeit            |
| 1. | Pello Bilbao       | Spanien     | Bahrain Victorious       | 3 h 52 min 34 s |
| 2. | Georg Zimmermann   | Deutschland | Intermarché-Circus-Wanty | + 0 s           |
| 3. | Ben O’Connor       | Australien  | AG2R Citroën Team        | + 0 s           |
| 4. | Krists Neilands    | Lettland    | Israel-Premier Tech      | + 0 s           |
| 5. | Esteban Chaves     | Kolumbien   | EF Education-EasyPost    | + 0 s           |
| 6. | Antonio Pedrero    | Spanien     | Movistar Team            | + 3 s           |
| 7. | Mattias Skjelmose  | Dänemark    | Lidl-Trek                | + 27 s          |
| 8. | Michał Kwiatkowski | Polen       | Ineos Grenadiers         | + 27 s          |
| 9. | Warren Barguil     | Frankreich  | Arkéa-Samsic             | + 30 s          |
| 10. | Julian Alaphilippe | Frankreich  | Soudal Quick-Step        | + 32 s          |

## Gesamtstände
| \| Gesamtwertung \| Gesamtwertung \| Gesamtwertung \| Gesamtwertung \| Gesamtwertung \| \| Fahrer \| Fahrer \| Land \| Team \| Zeit \| \| ------------- \| ---------------- \| ---------------------- \| ------------------ \| ---------------- \| \| 1. \| Jonas Vingegaard \| Dänemark \| Jumbo-Visma \| 42 h 33 min 13 s \| \| 2. \| Tadej Pogačar \| Slowenien \| UAE Team Emirates \| + 17 s \| \| 3. \| Jai Hindley \| Australien \| Bora-Hansgrohe \| + 2 min 40 s \| \| 4. \| Carlos Rodríguez \| Spanien \| Ineos Grenadiers \| + 4 min 22 s \| \| 5. \| Pello Bilbao \| Spanien \| Bahrain Victorious \| + 4 min 34 s \| \| 6. \| Adam Yates \| Vereinigtes Königreich \| UAE Team Emirates \| + 4 min 39 s \| \| 7. \| Simon Yates \| Vereinigtes Königreich \| Team Jayco AlUla \| + 4 min 44 s \| \| 8. \| Thomas Pidcock \| Vereinigtes Königreich \| Ineos Grenadiers \| + 5 min 26 s \| \| 9. \| David Gaudu \| Frankreich \| Groupama-FDJ \| + 6 min 01 s \| \| 10. \| Sepp Kuss \| Vereinigte Staaten \| Jumbo-Visma \| + 6 min 45 s \| |                  |                        |                    |                  |
| |                  |                        |                    |                  |
| Quelle: ProCyclingStats |                  |                        |                    |                  |
| Gesamtwertung |                  |                        |                    |                  |
| Fahrer | Fahrer           | Land                   | Team               | Zeit             |
| 1. | Jonas Vingegaard | Dänemark               | Jumbo-Visma        | 42 h 33 min 13 s |
| 2. | Tadej Pogačar    | Slowenien              | UAE Team Emirates  | + 17 s           |
| 3. | Jai Hindley      | Australien             | Bora-Hansgrohe     | + 2 min 40 s     |
| 4. | Carlos Rodríguez | Spanien                | Ineos Grenadiers   | + 4 min 22 s     |
| 5. | Pello Bilbao     | Spanien                | Bahrain Victorious | + 4 min 34 s     |
| 6. | Adam Yates       | Vereinigtes Königreich | UAE Team Emirates  | + 4 min 39 s     |
| 7. | Simon Yates      | Vereinigtes Königreich | Team Jayco AlUla   | + 4 min 44 s     |
| 8. | Thomas Pidcock   | Vereinigtes Königreich | Ineos Grenadiers   | + 5 min 26 s     |
| 9. | David Gaudu      | Frankreich             | Groupama-FDJ       | + 6 min 01 s     |
| 10. | Sepp Kuss        | Vereinigte Staaten     | Jumbo-Visma        | + 6 min 45 s     |

| Punktewertung | Punktewertung    | Punktewertung      | Punktewertung            | Punktewertung |
| Fahrer        | Fahrer           | Land               | Team                     | Punkte        |
| ------------- | ---------------- | ------------------ | ------------------------ | ------------- |
| 1.            | Jasper Philipsen | Belgien            | Alpecin-Deceuninck       | 260 P.        |
| 2.            | Bryan Coquard    | Frankreich         | Cofidis                  | 149 P.        |
| 3.            | Mads Pedersen    | Dänemark           | Lidl-Trek                | 143 P.        |
| 4.            | Wout van Aert    | Belgien            | Jumbo-Visma              | 112 P.        |
| 5.            | Tadej Pogačar    | Slowenien          | UAE Team Emirates        | 85 P.         |
| 6.            | Victor Lafay     | Frankreich         | Cofidis                  | 80 P.         |
| 7.            | Jordi Meeus      | Belgien            | Bora-Hansgrohe           | 80 P.         |
| 8.            | Biniam Girmay    | Eritrea            | Intermarché-Circus-Wanty | 77 P.         |
| 9.            | Caleb Ewan       | Australien         | Lotto Dstny              | 73 P.         |
| 10.           | Neilson Powless  | Vereinigte Staaten | EF Education-EasyPost    | 70 P.         |

| Bergwertung | Bergwertung                | Bergwertung        | Bergwertung            | Bergwertung |
| Fahrer      | Fahrer                     | Land               | Team                   | Punkte      |
| ----------- | -------------------------- | ------------------ | ---------------------- | ----------- |
| 1.          | Neilson Powless            | Vereinigte Staaten | EF Education-EasyPost  | 46 P.       |
| 2.          | Felix Gall                 | Österreich         | AG2R Citroën Team      | 28 P.       |
| 3.          | Tobias Halland Johannessen | Norwegen           | Uno-X Pro Cycling Team | 26 P.       |
| 4.          | Ruben Guerreiro            | Portugal           | Movistar Team          | 22 P.       |
| 5.          | Michael Woods              | Kanada             | Israel-Premier Tech    | 20 P.       |
| 6.          | Tadej Pogačar              | Slowenien          | UAE Team Emirates      | 19 P.       |
| 7.          | Jai Hindley                | Australien         | Bora-Hansgrohe         | 19 P.       |
| 8.          | Giulio Ciccone             | Italien            | Lidl-Trek              | 19 P.       |
| 9.          | Jonas Vingegaard           | Dänemark           | Jumbo-Visma            | 18 P.       |
| 10.         | Pierre Latour              | Frankreich         | TotalEnergies          | 16 P.       |

| Nachwuchswertung | Nachwuchswertung           | Nachwuchswertung       | Nachwuchswertung       | Nachwuchswertung  |
| Fahrer           | Fahrer                     | Land                   | Team                   | Zeit              |
| ---------------- | -------------------------- | ---------------------- | ---------------------- | ----------------- |
| 1.               | Tadej Pogačar              | Slowenien              | UAE Team Emirates      | 42 h 33 min 30 s  |
| 2.               | Carlos Rodríguez           | Spanien                | Ineos Grenadiers       | + 4 min 05 s      |
| 3.               | Thomas Pidcock             | Vereinigtes Königreich | Ineos Grenadiers       | + 5 min 09 s      |
| 4.               | Felix Gall                 | Österreich             | AG2R Citroën Team      | + 9 min 29 s      |
| 5.               | Mattias Skjelmose          | Dänemark               | Lidl-Trek              | + 26 min 33 s     |
| 6.               | Mathieu Burgaudeau         | Frankreich             | TotalEnergies          | + 39 min 59 s     |
| 7.               | Tobias Halland Johannessen | Norwegen               | Uno-X Pro Cycling Team | + 49 min 25 s     |
| 8.               | Matteo Jorgenson           | Vereinigte Staaten     | Movistar Team          | + 56 min 50 s     |
| 9.               | Matis Louvel               | Frankreich             | Arkéa-Samsic           | + 1 h 05 min 24 s |
| 10.              | Matthew Dinham             | Australien             | Team DSM-Firmenich     | + 1 h 16 min 39 s |

| Mannschaftswertung | Mannschaftswertung | Mannschaftswertung           | Mannschaftswertung |
| Team               | Team               | Land                         | Zeit               |
| ------------------ | ------------------ | ---------------------------- | ------------------ |
| 1.                 | Bahrain Victorious | Bahrain                      | 127 h 54 min 45 s  |
| 2.                 | Ineos Grenadiers   | Vereinigtes Königreich       | + 1 min 11 s       |
| 3.                 | Jumbo-Visma        | Niederlande                  | + 5 min 00 s       |
| 4.                 | AG2R Citroën Team  | Frankreich                   | + 13 min 51 s      |
| 5.                 | UAE Team Emirates  | Vereinigte Arabische Emirate | + 16 min 12 s      |
| 6.                 | Groupama-FDJ       | Frankreich                   | + 19 min 05 s      |
| 7.                 | Bora-Hansgrohe     | Deutschland                  | + 37 min 23 s      |
| 8.                 | Movistar Team      | Spanien                      | + 42 min 54 s      |
| 9.                 | Lidl-Trek          | Vereinigte Staaten           | + 1 h 13 min 49 s  |
| 10.                | Team Jayco AlUla   | Australien                   | + 1 h 23 min 04 s  |